# Distretto Meridionale (Israele)
Il distretto Meridionale (in ebraico מחוז הדרום‎?, Mehoz HaDarom) è uno delle sei entità territoriali israeliane, ed è il più grande in termini di superficie, nonché il più scarsamente popolato, corrispondente al territorio dell'Idumea. Copre la maggior parte del deserto del Negev, come pure lo Uadi Arabah. La popolazione del distretto Meridionale è di 1.002.400 persone, di cui l'86% ebraica ed il 14% Araba, per lo più musulmana. La capitale del distretto è Bersabea, mentre la città più grande è Ashdod.

## Città, consigli locali e regionali
| Città | Consigli locali | Consigli regionali |
| --- | --- | --- |
| - Arad - Ascalona - Ashdod - Be'er Sheva - Dimona - Eilat - Kiryat Gat - Kiryat Malakhi - Netivot - Ofakim - Rahat - Sderot | - Ar'arat an-Naqab - Hura - Kuseife - Lakiya - Lehavim - Meitar - Mitzpe Ramon - Omer - Shaqib al-Salam - Tel as-Sabi - Yeruham | - al-Kasom - Arava centrale - Be'er Tuvia - Bnei Shimon - Eshkol - Hevel Eilot - Hof Ashkelon - Lakhish - Merhavim - Neve Midbar - Ramat HaNegev - Sdot Negev (Azata) - Sha'ar HaNegev - Shafir - Tamar - Yoav |

Alcuni villaggi non rientrano nella giurisdizione di un consiglio regionale. Questi sono:
- Mahane Yatir
- Umm al-Hiran (villaggio beduino non riconosciuto)